# Garous
Pour les articles homonymes, voir Garou (homonymie).
Garous est une série de bande dessinée d’horreur écrite par Jean-Charles Gaudin et publiée par Soleil Productions. La première saison est dessinée par Djillali Defali sous le pseudonyme de D’Fali ; Nino dessine la seconde saison qui débute au tome 5.

## Synopsis
Seul survivant du massacre dans lequel ont péri sa femme et sa fille, le jeune bûcheron Tanaris découvre qu’il subit une transmutation à la suite d'une grave blessure.

## Albums
- Garous, Soleil Productions :

1. La Caste des ténèbres, janvier 1999  (ISBN 2-87764-838-9)[1].
2. Alissia, janvier 2000  (ISBN 2-87764-969-5).
3. Le Cloître des damnées,janvier 2001  (ISBN 2-84565-123-6). Première édition avec huit pages d’illustrations et d’esquisses inédites. Il existe une édition en noir et blanc du Cloître des damnées (T3), vendue dans le coffret regroupant les tomes 1 à 3 en couleur.
4. Altis, avril 2002  (ISBN 2-84565-306-9).
5. Les Holtons, septembre 2009  (ISBN 978-2-30200-742-0).
6. Sandra Morgan, mars 2011  (ISBN 978-2-30201-289-9).

- Garous (intégrale des trois premiers tomes), Soleil, coll. « La Preuve par 3 », 2001  (ISBN 2-84565-245-3).